# Philoliche chaineyi
Philoliche chaineyi är en tvåvingeart som beskrevs av Travassos Santos Dias 1991. Philoliche chaineyi ingår i släktet Philoliche och familjen bromsar.
Artens utbredningsområde är Seychellerna. Inga underarter finns listade i Catalogue of Life.